# Günter Regneri
Günter Regneri (* 1963 in Wuppertal) ist ein deutscher Historiker, Sachbuchautor und Herausgeber.

## Leben
Regneri machte eine Ausbildung zum Elektroniker und wurde später Gewerkschaftssekretär. Seit 1991 lebt er in Berlin. Bis 1997 studierte er Geschichte, Soziologie und Neuere Deutsche Literatur in Berlin mit dem Abschluss Magister artium. Später war er als Autor und Herausgeber tätig. Er schrieb auch für linke Medien wie das Magazin Jacobin. Außerdem ist er seit vielen Jahren Stadtführer in Berlin. Nach eigenen Angaben sichert heute die Arbeit als Lokführer sein Auskommen.

## Werke
Zwischen 2011 und 2015 veröffentlichte Günter Regneri biografische Miniaturen über verschiedene sozialistische Persönlichkeiten. Im Jahr 2023 erschien das von Regneri als Herausgeber verantwortete und lange verschollene Werk des deutschen Publizisten Max Beer Handlexikon sozialistischer Persönlichkeiten. Im selben Jahr erschien seine erste Buchübersetzung aus dem Englischen, ein Buch des Gewerkschaftsaktivisten Eric Lee Das Experiment. Georgiens vergessene Revolution 1918–1921 im Metropol Verlag.

## Persönliches
Im Jahr 2023 bezeichnete er sich selbst als „lokfahrender Historiker“.

### Bücher
- SJD-Die Falken in den FDJ-Akten, Archiv der Arbeiterjugendbewegung, Oer-Erkenschwick 1994, ISBN 3-926734-22-1
- Salomon Neumann, Hentrich & Hentrich, Berlin 2011, ISBN 978-3-942271-22-6
- Luise Kautsky, Hentrich & Hentrich, Berlin 2013, ISBN 978-3-942271-82-0
- Herbert Weichmann: „Aus dem Bestehenden die Bausteine des Besseren entwickeln“. Hentrich & Hentrich, Berlin 2015, ISBN 978-3-95565-096-4

### Beiträge
- Salomon Neumann’s Statistical Challenge to Treitschke: The Forgotten Episode that Marked the End of the “Berliner Antisemitismusstreit” in The Leo Baeck Institute Year Book, Volume 43, Issue 1, January 1998, S. 129–153, doi:10.1093/leobaeck/43.1.129 (Magisterarbeit)
- «IHR MÜSST FÜR DIE ZUKUNFT ARBEITEN. LERNT AUS DER VERGANGENHEIT.» LUISE KAUTSKY (1864–1944), S. 21–23, in: «Wenn du ausgegrenzt wirst, gehst du zu anderen Ausgegrenzten» Jüdinnen und Juden in der internationalen Linken (Band 2), Rosa-Luxemburg-Stiftung, August 2022

### Übersetzungen
Eric Lee: Das Experiment – Georgiens vergessene Revolution 1918–1921, Berlin 2023

### Herausgeber
- 2006: Rosa Luxemburg, Schriften und Reden, Heptagon, Berlin, CD-ROM, ISBN 978-3-934616-83-7
- 2013: Karl Kautsky Wie der Weltkrieg entstand, Elektrischer Verlag, ISBN 978-3-943889-31-4
- 2013: Salomon Neumann: Über die öffentliche Gesundheitspflege, Elektrischer Verlag, Berlin, ISBN 978-3-943889-34-5
- Luise Kautsky: Gesammelte Schriften - Berlin : heptagon, Berlin
  - 2019: Band 1: Rosa Luxemburg - ein Gedenkbuch, ISBN 978-3-96024-000-6
  - 2018: Band 2: Starke Frauen : 15 Porträts von Jenny Marx bis Rosa Luxemburg, ISBN 978-3-934616-04-2
  - 2019: Band 3: Kluge Männer : Gedanken über führende Köpfe der sozialistischen Bewegung, ISBN 978-3-96024-002-0
  - 2020: Band 4: Schulverpflegung in Europa, ISBN 978-3-96024-003-7
  - 2021: Band 7: Die Inauguraladresse der internationalen Arbeiter-Assoziation / Karl Marx; übersetzt von Luise Kautsky; herausgegeben, eingeleitet und kommentiert von Karl Kautsky, ISBN 978-3-96024-006-8
  - 2023: Band 5: Erlebtes und Erfahrenes, ISBN 978-3-96024-005-1
- 2023: Max Beer: Handlexikon sozialistischer Persönlichkeiten, Brumaire Verlag, Berlin 2023, ISBN 978-3-948608-41-5.